# 円隆寺 (長岡市)
円隆寺（えんりゅうじ）は長岡市（栃尾地域）入塩川にある日蓮宗の寺院。山号は虎谿山。旧本山は村田妙法寺、通師法縁。

## 歴史

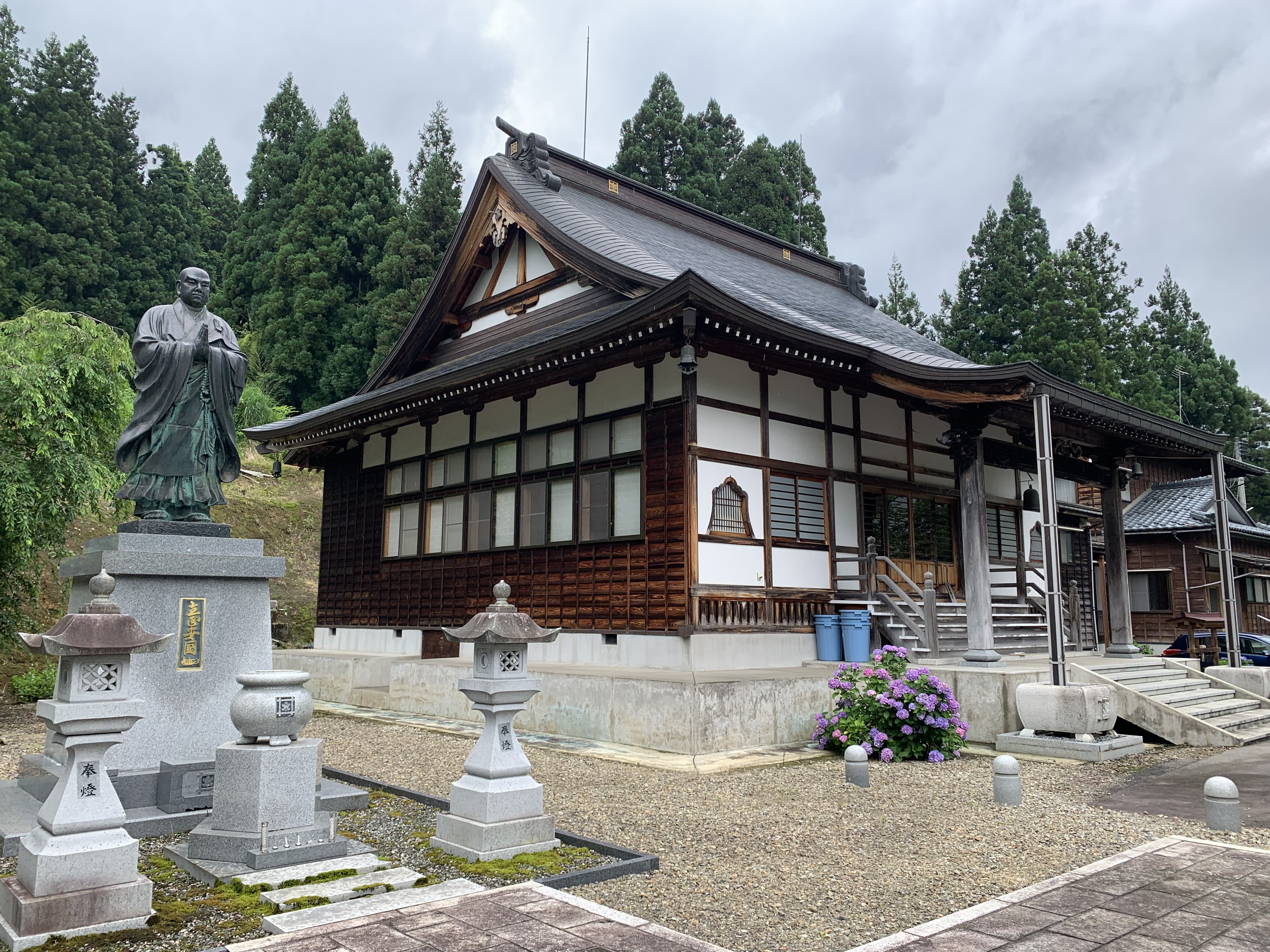
本堂

天授5年/康暦元年（1379年）円隆院日運（村田妙法寺3世）によって栃尾熊袋に創建された。寺号は日運の院号に因む。慶長5年（1600年）越後上杉氏の残党による栃尾城攻撃のため城主の祈祷寺である円隆寺も兵火に遭い焼失したため塩川地域に移転した。その後宝暦5年（1755年）には大凶作にみまわれるなど地域が荒廃したため、明和2年（1765年）村ごと現在地への移転が決定し円隆寺も移転された。

## 境内
- 本堂

## 歴代
- 円隆院日運